# Иосиф (Кортес-и-Ольмос)
Епископ Иосиф (англ. Obispo José, в миру Хосе Кортес-и-Ольмос, исп. José Cortés y Olmos; 5 августа 1923, Санта-Тереза, штат Гуанахуато, Мексика — 28 января 1983, Мексика) — епископ Православной Церкви в Америки, епископ Мехиканский.

## Биография
Родился 5 августа 1923 года в Санта-Терезе, штат Гуанахуато, Мексика, в набожной римо-католической семье Хуана Хосэ Кортеса и Марии дель Рефуджио Ольмос.
Начал образование в федеральной школе Санта-Терезы, затем поступил в среднюю школу и семинарию Иезуитского ордена. Высшее богословское образование продолжил в Барселоне а затем в Риме, получив степень доктора канонического права.
По окончании образования переехал в Гавану, Куба, где преподавал в иезуитском колледже в Белене. Также возглавлял на Кубе организацию «Дело католической молодёжи» и служил в приходах.
Разочаровавшись в римо-католицизме, присоединился в 1950 году к старокатолической «Мексиканской национальной Католической Церкви», основанной как протест против испанского колониализма выразившегося в римо-католицизме. Эта организация пользовалась государственной поддержкой. В 1961 году он был избран её епископом.
В последующие годы епископ Иосиф и его епархия познакомилась с Православием. Признав старокатоличество ошибочным учением, они назвались «Православной Кафолической Церковь в Мексике» (исп. Iglesia Ortodoxa Catolica en Mexicao).
В 1965 году, епископ Иосиф и духовенство его епархии связалось с настоятелем Серафимовской церкви в Далласе, отцом Димитрием Ройстером, который обращал мексиканцев и переводил православные богослужебные тексты на испанский. Через его посредничество в 1971 году это общество формально обратилось с прошением войти в состав Православной Церкви в Америке и было принято, составив новообразованный Мексиканский экзархат, причём все священники и сам Иосиф были приняты в сане священников.
После этого отец Иосиф обучался в Свято-Владимирской духовной семинарии прежде чем быть рукоположенным в архиерейский сан. Его хиротония во епископа Мехиканского, первого православного архиерея из мексиканцев, состоялась в Нью-Йоркском Покровском соборе 22 апреля 1972 года.
Вдобавок к окормлению паствы в Мексике, в первые годы после епископского рукоположения владыка Иосиф путешествовал по США под направлением Мексиканского экзарха, епископа Хартфордского Димитрия (Ройстера).
28 января 1983 года епископ Иосиф скончался от рака, после недолгой болезни. Митрополит Ириней возглавил похороны в Мехико 1 февраля того же года.